# Вайденбах (Баварія)
Вайденбах (нім. Weidenbach) — громада в Німеччині, розташована в землі Баварія. Підпорядковується адміністративному округу Середня Франконія. Входить до складу району Ансбах. Складова частина об'єднання громад Трісдорф.
Площа — 21,71 км2. Населення становить 2296 ос. (станом на 31 грудня 2020).